# Fraccionamiento Tres Pasos
Fraccionamiento Tres Pasos är en ort i Mexiko.   Den ligger i kommunen Emiliano Zapata och delstaten Veracruz, i den sydöstra delen av landet, 240 km öster om huvudstaden Mexico City. Fraccionamiento Tres Pasos ligger 1 155 meter över havet och antalet invånare är 237.
Terrängen runt Fraccionamiento Tres Pasos är kuperad, och sluttar österut. Runt Fraccionamiento Tres Pasos är det ganska tätbefolkat, med 120 invånare per kvadratkilometer. Närmaste större samhälle är Xalapa, 8,2 km väster om Fraccionamiento Tres Pasos. Omgivningarna runt Fraccionamiento Tres Pasos är en mosaik av jordbruksmark och naturlig växtlighet.